# Adolf Stroner

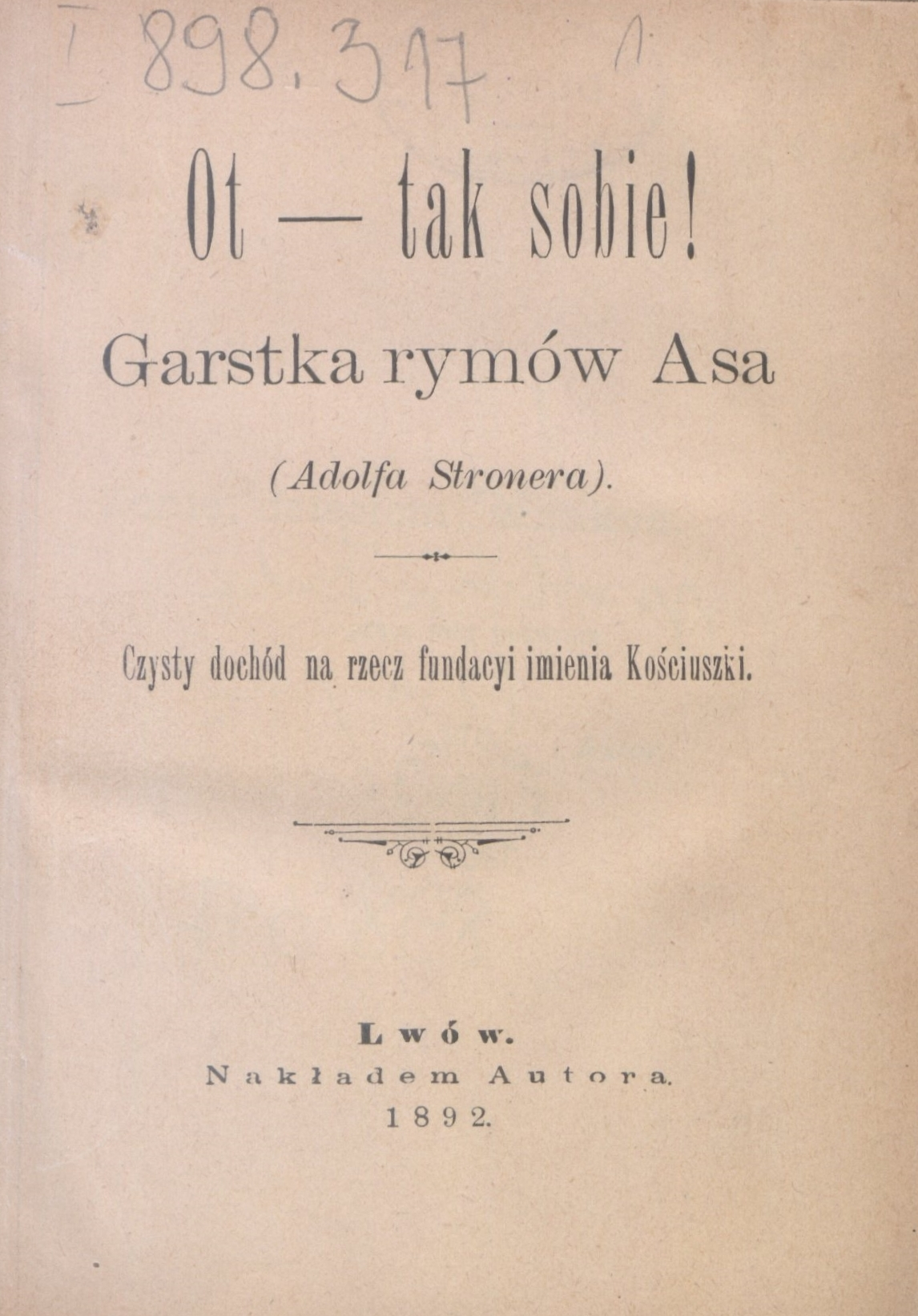
Strona tytułowa dzieła Ot – tak sobie! garstka rymów Asa Adolfa Stronera z 1892 roku

Adolf Stroner pseud. As (ur. 1837 we Lwowie, zm. 1919 tamże) – polski poeta, powstaniec styczniowy, urzędnik i nauczyciel.

## Życiorys
Ukończył szkołę średnią we Lwowie. Urzędnik, asystent, od 1864 oficjalista w urzędzie prowincjonalnym rachunkowości państwowej (Staatsbuchhaltung) dla Galicji i Bukowiny (1860-1864), potem adiunkt oddziału rachunkowego Wydziału Krajowego (1867-1876). Naczelnik izby obrachunkowej i likwidatury przy lwowskim magistracie (1877-1896). Pod koniec 1896 przeszedł w stan spoczynku. Był także nauczycielem buchalterii w miejskiej żeńskiej szkole wydziałowej im. Królowej Jadwigi we Lwowie (1887-1901), a następnie docentem w dwuletniej żeńskiej Szkole Handlowej we Lwowie (1902-1904) oraz nauczycielem pomocniczym w 8-klasowej szkole żeńskiej Benedyktynek we Lwowie (1893). Kierownik pierwszego kursu handlowego dla kobiet we Lwowie (1888-1891).
W okresie powstania styczniowego członek organizacji cywilnej w Galicji. Członek oddziału lwowskiego (1871-1873) Galicyjskiego Towarzystwa Gospodarskiego. Członek Komitetu GTG (30 czerwca 1871 – 20 czerwca 1873). Członek zarządu Towarzystwa Ogrodniczo-Sadowniczego we Lwowie (1876-1881). Członek wydziału centralnego Towarzystwa Wzajemnej Pomocy Oficjalistów Prywatnych (1876-1899). Członek i działacz Towarzystwa Gimnastycznego „Sokół” we Lwowie. Od 1888 członek i działacz Delegacji Lwowskiej Towarzystwa Wzajemnej Pomocy Uczestników Powstania Polskiego z roku 1863/1864.
Był autorem broszury O powodach upadku naszego przemysłu krajowego przede wszystkim rękodzielniczego w ogóle, w szczególności zaś we Lwowie, Lwów 1890, a także wspomnień zamieszczonych w wydawnictwie W czterdziestą rocznicę powstania styczniowego 1863-1903. Był poetą, piszącym wiersze okolicznościowe i patriotyczne zamieszczane m.in. w dodatkach literackich do „Dziennika Polskiego” i „Kuriera Lwowskiego” we Lwowie. Autor tekstów piosenek m.in. Wdzięki przyrody, Żwawo, itd.
Jego synem był Władysław Stroner (1863-1933), historyk sztuki, od 1896 dyrektor Miejskiego Muzeum Przemysłowego we Lwowie.
Pochowany na Cmentarzu Łyczakowskim we Lwowie.